# Слободан ударац
Слободан ударац у фудбалу је начин настављања игре након досуђеног прекршаја. За разлику од индиректа, гол се може директно постићи без обавезе да лопту пре тога додирне неки други играч.

## Досуђивање
Слободан ударац се додељује супротној екипи од оне које је начинила прекршај, као што су гурање или обарање противника. Ако играч екипе која се брани начини прекршај у свом казненом простору онда се досуђује једанаестерац.

## Извођење
Обично се неколико играча постави за извођење слободног ударца како би сакрили своје замисли од екипе која се брани. Ударац се изводи са места где је начињен прекршај, осим ако га је начинила екипа која је нападала у казненом простору екипе која се бранила. Тада се ударац може извести са било ког места унутар казненог простора. Лопта мора мировати пре извођења слободног ударца. Противнички играчи морају да стоје 9,15 m (10 јарди) од лопте све док се она не врати у игру.
Како би се сачувала иницијатива у игри слободни ударац се понекад изводи без чекања да се противнички играчи склоне из круга полупречника од 9,15 m. 
Гол се може постићи директно из слободног ударца, али само у противникову мрежу (аутогол из слободног удараца се неће рачунати). Међутим, у случају да лопта падне директно у гол екипе која изводи слободни ударац, противничкој екипи ће се доделити корнер. Играчима се може досудити офсајд током извођења слободног ударца.

### Техника извођења
Кроз развој фудбалске игре је посебно унапређена вештина извођења слободних удараца. Та је вештина постала један од најатрактивнијих детаља савременог фудбала. Мајстори извођења слободних удараца су посебно популарни у свету фудбала. 
Ово умеће се стиче дуготрајним вежбањем, а заснива се на законима аеродинамике, на теореми Жуковског.
Ударцем лопте сногом се преноси на исту импулс силе. Ако правац импулса силе пролази кроз тежиште лопте иста се креће праволиниски, без ротације, случај а) на слици. Међутим, ако је на краку од тежишта, лопта добија ротацију с одређеном угаоном брзином ω, случај б). Обимна брзина rω се сабира с једне стране а са друге стране одузима од брзине кретања лопте, посматрано у равни ротације. На страни сабирања локалних брзина је притисак ваздуха мањи а на страни одузимања је већи. Резултат те разлике локалних притисака је сила узгона, која се сабира с импулсом силе у резултујућу. Та резултујућа сила делује на лопту и уравнотежује отпор ваздуха при њеном кретању. Пошто је сила узгона увек нормална на тангенту правца кретања и вектор узгона ротира око своје нападне тачке, те се лопта креће по параболичној путањи. Параболична патања је у истој равни као и ротација лопте. По тој законитости лопта, код мајсторски изведеног слободног ударца, може заобићи живи зид а и испред голмана да нагло почиње да губи висину. Често се таквим ударцима постижу голови и из корнера.